# NA48
 Эксперимент NA48 (от англ.  North Area - Северная Зона) представляет собой серию экспериментов по физике элементарных частиц в области распадов каонов, которые выполнялись в северной зоне Протонного суперсинхротрона в ЦЕРН. Коллаборация включала более 100 физиков, преимущественно из Западной Европы и России (ОИЯИ).

## История
Эксперимент был начат в первой половине 1990-х годов. Его главная цель — обнаружение прямого нарушения CP-инвариантности в двухпионных распадах нейтральных каонов — была унаследована от предшествующего эксперимента NA31. Физические данные регистрировались с 1997 по 2001 год. Открытие явления прямого нарушения CP-инвариантности, одного из наиболее важных результатов, полученных в ЦЕРН, было предварительно объявлено коллаборацией в 1999 г. Публикация окончательного результата вышла в 2001 г. Помимо основного результата, было получено много данных по редким распадам нейтральных каонов.
Следующая стадия эксперимента (NA48/1) была выполнена в 2001 году и была посвящена прецизионному изучению редких распадов нейтральных каонов и гиперонов.
Затем последовала стадия NA48/2, регистрация данных для которой была выполнена в 2003—2004 гг. Эта фаза была посвящена программе исследования распадов заряженных каонов и включала поиск прямого нарушения CP-инвариантности, изучение редких распадов и перерассеяния продуктов распада в конечном состоянии.
Наследником NA48 является эксперимент NA62, имеющий своей главной целью измерение сверхредких каонных распадов. Первые данные он зарегистрировал в 2007—2008 гг. с целью измерения отношения вероятностей распадов Ke2 (распад заряженного каона на электрон и электронное антинейтрино) и Kμ2 (распад заряженного каона на мюон и мюонное антинейтрино).